# Schoolstraat (Voorschoten)
De Schoolstraat in Voorschoten is een straat, welke een onderdeel was van een oude transportverbinding tussen Den Haag via Voorburg naar Leiden op een oude strandwal.
De hoofdstraat in De donkere kamer van Damokles met strengelspoor in 1958 betreft (een deel van) de Schoolstraat (tot de Treubstraat) en het toenmalig begin van de Leidseweg (thans eveneens Schoolstraat) tot het gemeentehuis.
Tot 9 november 1961 reed de tramlijn Leiden - Den Haag door de straat en in verband met de geringe breedte was er in het smalle gedeelte van de straat strengelspoor.